# کوین بوما
کوین بوما (انگلیسی: Kévin Boma؛ زادهٔ ۲۰ نوامبر ۲۰۰۲) بازیکن فوتبال اهل فرانسه است که در پست مدافع بازی می‌کند.
از باشگاه‌هایی که در آن‌ها بازی کرده است می‌توان به گنگام و آنژه اشاره کرد.
وی همچنین در تیم ملی فوتبال توگو بازی کرده‌است.